# АЕС Сімане
Атомна електростанція Сімане (яп. 島根原子力発電所) — діюча атомна електростанція в Японії. Вона розташована на південному заході японського острова Хонсю, на узбережжі Японського моря поблизу міста Мацуе в префектурі Сімане. На електростанції працює один атомний реактор валовою потужністю 820 МВт. Електростанція належить і управляється Chūgoku Electric Power Company.

## Історія

### Будівництво
Будівництво першого блоку електростанції почалося 2 липня 1970 року. Це киплячий реактор BWR-3 валовою потужністю 460 МВт. Блок був підключений до мережі 2 грудня 1973 року, після 3 років будівництва, і почав промислову експлуатацію через рік, 29 березня 1974 року.
Рішення про будівництво другого реактора BWR-5 валовою потужністю 820 МВт було прийнято на початку 1980-х років. Його будівництво офіційно почалося 2 лютого 1985 року, і він був підключений до мережі 11 липня 1988 року. Він увійшов в комерційну експлуатацію 10 лютого 1989 року, майже рівно через 4 роки після початку будівництва.
Третій реактор ABWR (Advanced Boiling Water Reactor) загальною потужністю 1373 МВт будується з 2007 року і був запланований до введення в експлуатацію наприкінці 2011 року. 29 липня 2009 року корпус реактора був успішно встановлений, але через події на АЕС Фукусіма-Дайчі блок досі не введений в експлуатацію. Всього на електростанції є два киплячих реактора (BWR).
Після аварії було вирішено, що перший енергоблок не повертатиметься до роботи, тому 30 квітня 2015 року реактор припинив роботу назавжди. Таким чином, загальна потужність одного діючого реактора становить лише 820 МВт.
У 2023 році було оголошено, що другий енергоблок буде перезапущено в серпні 2024 року. Реактор було перезапущено 7 грудня 2024 року.

### Інциденти
24 червня 2011 року потужність другого реактора атомної електростанції Сімане була знижена через велику кількість медуз, які потрапили у фільтри морської води. У результаті потужність реактора довелося знизити майже на 20%.

## Інформація про реактори
| Реактор  | Тип реактора  | Продуктивність | Продуктивність | Початок будівництва | Підключення до мережі | Введення в експлуатацію | Закриття    |
| Реактор  | Тип реактора  | Нетто          | Брутто         | Початок будівництва | Підключення до мережі | Введення в експлуатацію | Закриття    |
| -------- | ------------- | -------------- | -------------- | ------------------- | --------------------- | ----------------------- | ----------- |
| Сімане-1 | BWR-3 188-400 | 439 МВт        | 460 МВт        | 2. 7. 1970          | 2. 12. 1973           | 29. 3. 1974             | 30. 4. 2015 |
| Сімане-2 | BWR-5 218-560 | 789 МВт        | 820 МВт        | 2. 2. 1985          | 11. 7. 1988           | 10. 2. 1989             |             |
| Сімане-3 | ABWR          | 1325 МВт       | 1373 МВт       | 24. 10. 2006        |                       |                         |             |